# オープン・シーズンシリーズ

『オープン・シーズンシリーズ』は、2006年公開のソニー・ピクチャーズ アニメーション製作による『オープン・シーズン』（Open Season）から始まる作品群である。 

## 長編
- 『オープン・シーズン』 (2006年)
- 『オープン・シーズン2 ペット vs 野生のどうぶつたち』 (2008年)
- 『オープン・シーズン3 森の仲間とゆかいなサーカス』 (2010年)
- 『オープン・シーズン4 おおかみ男とひみつの森』 (2015年)

## ゲーム
- 『オープン・シーズン』 (2006年)